# NGC 6772
NGC 6772 (другое обозначение — PK 33-6.1) — планетарная туманность в созвездии Орёл.
Этот объект входит в число перечисленных в оригинальной редакции «Нового общего каталога».